# Azy
Azy település Franciaországban, Cher megyében. Lakosainak száma 453 fő (2022. január 1.). Azy Étréchy, Groises, Jalognes, Montigny és Rians községekkel határos.

## Népesség
A település népességének változása:
| Lakosok száma | 587  | 479  | 413  | 477  | 487  | 458  | 445  | 445  | 448  | 453  |
|               | 1968 | 1982 | 1990 | 2006 | 2013 | 2015 | 2017 | 2019 | 2020 | 2022 |